# محوطه بریس ۴
محوطه بریس ۴ مربوط به دوره اشکانیان است و در شهرستان سرباز، بخش مرکزی، دهستان پارود، ۵۰۰ متری روستای بریس واقع شده و این اثر در تاریخ ۲۷ اسفند ۱۳۸۷ با شمارهٔ ثبت ۲۶۴۸۱ به‌عنوان یکی از آثار ملی ایران به ثبت رسیده است.